# Panzerwerfer

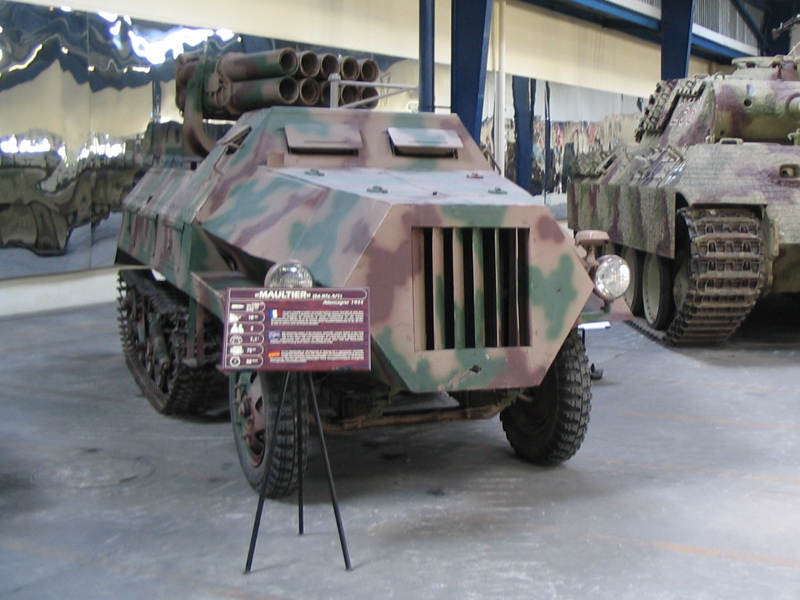
Panzerwerfer montat pe un semişenilat Maultier.

Panzerwerfer a fost un vehicul semișenilat blindat, înarmat cu un lansator de rachete multiple Nebelwerfer (în traducere: aruncătorul de ceață), folosit de Germania nazistă în timpul celui de-al Doilea Război Mondial. Au existat 2 variante ale acestei arme, în funcție de semișenilatul pe care erau montate lansatoarele de rachete: 15 cm Panzerwerfer 42 auf Selbstfahrlafette Sd.Kfz.4/1 (bazat pe Opel Maultier, în traducere: catârul) și 15 cm Panzerwerfer 42 auf Schwerer Wehrmachtsschlepper (bazat pe semișenilatul sWS).

## Istorie
În 1943, Opel a proiectat și construit un semișenilat care trebuia să fie înarmat cu un lansator de rachete Nebelwerfer. Din cauza dârelor de fum lăsate de rachete, bateriile Nebelwerfer trebuiau să-și schimbe poziția rapid, fiind vulnerabile în fața focului artileriei inamice. Opel Maultier avea un blindaj cu o grosime care varia între 6 mm și 10 mm. Zece rachete de calibru 15 cm puteau fi lansate într-o salvă. Armamentul secundar consta într-o mitralieră MG 34. Vehiculul avea o greutate de 8,5 tone, o lungime de 6 metri, o lățime de 2,2 metri și o înălțime de 3,05 metri (2,5 metri fără lansatorul de rachete). Semișenilatul era dotat cu un motor Opel de 3,6 litri cu 6 cilindri. Autonomia era de 130 de kilometri, iar viteza maximă era de 40 km/h. Echipajul era format din 3 persoane. În total au fost fabricate 300 de vehicule din acest model și 289 de transportoare de muniție. În iunie 1944, 19 vehicule destinate transportului de muniție au fost transformate în Panzerwerfer prin montarea lansatorului de rachete.
Spre sfârșitul anului 1944, semișenilatul sWS (Schwerer Wehrmachtsschlepper: tractor militar greu) a fost ales ca înlocuitorul vehiculului Opel Maultier, fiindcă sWS putea transporta mai multă muniție și avea o performanță superioară pe teren accidentat. Blindajul avea o grosime care varia între 15 mm și 6 mm. Greutatea vehiculului era de 13,5 tone (fără muniție), lungimea era de 6,92 metri, lățimea de 2,5 metri, iar înălțimea era de 2,07 metri (fără lansator). Semișenilatul sWS era dotat cu un motor Maybach HL42TR cu o autonomie de 300 de kilometri și o viteză maximă de 28 de km/h. Echipajul era de 2 persoane. Armamentul secundar consta într-o mitralieră MG 34.